# Bikin (město)
Bikin (rusky Бики́н) je město v Chabarovském kraji v Ruské federaci. Při sčítání lidu v roce 2010 měl přes sedmnáct tisíc obyvatel.

## Poloha a doprava
Bikin leží na pravém břehu stejnojmenné řeky jen necelých dvacet kilometrů východně od jejího ústí do Ussuri. Ussuri zde přitom tvoří čínsko-ruskou hranici, za kterou se nachází území městské prefektury Šuang-ja-šan Čínské lidové republiky. Bikin se nalézá na východním okraji Ussurijské nížiny, dále na východ od města už se zvedají zalesněné výběžky pohoří Sichote-Aliň. Od Chabarovsku, správního střediska kraje, je Bikin vzdálen přibližně 200 kilometrů jižně.
V Bikinu je nádraží Transsibiřské magistrály.

## Dějiny
Bikin vznikl v roce 1885 jako kozácká stanice s jménem Bikinskaja. Jeho význam vzrostl s budováním Ussurijské železnice z Chabarovsku do Vladivostoku v letech 1894–1897. Ta se později stala součástí Transsibiřské magistrály.
V roce 1926 získal Bikin status sídla městského typu.
V roce 1938 byl Bikin povýšen na město.